# 太田寛一
太田 寛一（おおた かんいち、1915年（大正4年）10月10日 - 1984年（昭和59年）11月13日）は、よつ葉乳業創業者。
元・士幌町農業協同組合（JA士幌町）組合長、元・ホクレン農業協同組合連合会会長、元・全国農業協同組合連合会（JA全農）会長。

## 経歴
- 1915年（大正4年）- 10月10日 北海道河西郡大正村（現・帯広市）で、開拓農民の太田茂市･ハル夫妻の次男として生まれる。
- 1935年（昭和10年）- 上帯広産業組合に就職する。
- 1938年（昭和13年）- 上帯広産業組合を退職し、士幌村産業組合に就職する。
- 1941年（昭和16年）- 妻、登美江と結婚。
- 1944年（昭和19年）- 士幌村農業会理事に就任する。
- 1953年（昭和28年）- 士幌村農業協同組合（現・士幌町農業協同組合）組合長に就任する。
- 1967年（昭和42年）- 北海道協同乳業株式会社（現・よつ葉乳業株式会社）を河東郡音更町に設立し、取締役社長に就任する。
- 1972年（昭和47年）- ホクレン農業協同組合連合会会長に就任する。6月には北海道テレビ放送番組審議会委員に就任（～1973年5月）[3]。
- 1976年（昭和51年）- 北海道新聞文化賞受賞[4]。
- 1977年（昭和52年）- 全国農業協同組合連合会会長に就任する。
- 1980年（昭和55年）- 藍綬褒章受賞。
- 1981年（昭和56年）- 士幌町名誉町民称号授与
- 1982年（昭和57年）- 士幌町農業協同組合名誉組合長推戴
- 1984年（昭和59年）- 没（69歳）。正五位勲三等旭日中綬章受賞。
- 1985年（昭和60年）- 北海道開発功労賞受賞。

## 参考資料
1. ↑  “『創業者』太田寛一”.   よつ葉乳業株式会社. 2019年8月9日閲覧。
2. ↑  “【JA士幌町農協記念館】”.   士幌町農業協同組合. 2019年8月9日閲覧。
3. ↑   『この10年（「番組審議会委員」のページ）』北海道テレビ放送、1978年11月。
4. ↑   “北海道新聞文化賞”.  北海道新聞社. 2023年12月20日閲覧。
5. ↑   “士幌町農業協同組合”. 士幌町農業協同組合. 2025年4月16日閲覧。
6. ↑   “よつ葉乳業株式会社”. よつ葉乳業株式会社. 2025年4月16日閲覧。
7. ↑   “ホクレン農業協同組合連合会”. ホクレン農業協同組合連合会. 2025年4月16日閲覧。
8. ↑   “全国農業協同組合連合会”. 全国農業協同組合連合会. 2025年4月16日閲覧。
9. ↑   演・宇梶剛士
10. ↑   第20回「太田寛一の挑戦」（上）～極秘に乳業会社設立に奔走[リンク切れ] 日本農業新聞 2019年9月24日閲覧